# 1948 en football canadien
Chronologie
Saison précédente Saison suivante
1948 est la 65e saison depuis la fondation de la Canadian Rugby Football Union en 1884.

## Événements
Les Tigers de Hamilton, à la suite d'une dispute d'ordre financier avec la Interprovincial Rugby Football Union (IRFU), quittent celle-ci pour se joindre à la Ontario Rugby Football Union (ORFU), pourtant de calibre inférieur. En contrepartie, l'autre club de Hamilton, les Wildcats, qui avaient du succès en ORFU, passent à la IRFU. 
Dans la ORFU, le Balmy Beach de Toronto et les Indians de Toronto fusionnent ; le club résultant est appelé les Beaches-Indians. Les Trojans d'Ottawa disparaissent, ce qui laisse quatre équipes dans la ligue.
La Western Interprovincial Football Union (WIFU) compte toujours trois équipes, mais passe à un calendrier de 12 matchs par équipe. Les Stampeders de Calgary, avec 12 victoires et aucune défaite, connaissent la seule saison parfaite du football canadien jusqu'à aujourd'hui.

## Classements
| Clt   | Équipe                | PJ | V  | D  | N | BP  | BC  | Pts |
| ----- | --------------------- | -- | -- | -- | - | --- | --- | --- |
| +001, | Rough Riders d'Ottawa | 12 | 10 | 2  | 0 | 264 | 130 | 20  |
| +002, | Alouettes de Montréal | 12 | 7  | 5  | 0 | 221 | 172 | 14  |
| +003, | Argonauts de Toronto  | 12 | 5  | 6  | 1 | 160 | 191 | 11  |
| +004, | Wildcats de Hamilton  | 12 | 1  | 10 | 1 | 88  | 240 | 3   |

| Clt   | Équipe                         | PJ | V  | D | N | BP  | BC  | Pts |
| ----- | ------------------------------ | -- | -- | - | - | --- | --- | --- |
| +001, | Stampeders de Calgary          | 12 | 12 | 0 | 0 | 218 | 61  | 24  |
| +002, | Roughriders de la Saskatchewan | 12 | 3  | 9 | 0 | 133 | 137 | 6   |
| +003, | Blue Bombers de Winnipeg       | 12 | 3  | 9 | 0 | 81  | 234 | 6   |

### Ligues provinciales
| Clt   | Équipe                     | PJ | V | D | N | BP  | BC  | Pts |
| ----- | -------------------------- | -- | - | - | - | --- | --- | --- |
| +001, | Tigers de Hamilton         | 9  | 9 | 0 | 0 | 279 | 53  | 18  |
| +002, | Beaches-Indians de Toronto | 9  | 5 | 4 | 0 | 124 | 86  | 10  |
| +003, | Imperials de Sarnia        | 9  | 3 | 5 | 1 | 71  | 130 | 7   |
| +004, | Rockets de Windsor         | 9  | 0 | 8 | 1 | 40  | 245 | 1   |

## Séries éliminatoires

### Finale de la WIFU
- 6 novembre : Stampeders de Calgary 4 - Roughriders de la Saskatchewan 4
- 11 novembre : Roughriders de la Saskatchewan 6 - Stampeders de Calgary 17

Calgary gagne la série 21 à 10 et passe au match de la coupe Grey.

### Demi-finales de l'Est
- 5 novembre : Tigers de Hamilton 8 - Beaches-Indians de Toronto 0
- 13 novembre : Beaches-Indians de Toronto 0 - Tigers de Hamilton 31

Les Tigers gagnent la série 39 à 0
- 11 novembre : Rough Riders d'Ottawa 19 - Alouettes de Montréal 21
- 13 novembre : Alouettes de Montréal 7 - Rough Riders d'Ottawa 15

Ottawa gagne la série 34 à 28.

### Finale de l'Est
- 20 novembre : Tigers de Hamilton 0 - Rough Riders d'Ottawa 19

Les Rough Riders passent au match de la coupe Grey.

### 36ecoupe Grey
- 29 novembre : Les Stampeders de Calgary gagnent 12-7 contre les Rough Riders d'Ottawa au Varsity Stadium à Toronto (Ontario).

## Honneurs individuels
- Trophée Jeff-Russel (courage, habileté, jeu propre et esprit sportif dans l'IRFU) : Eric Chipper (BL), Rough Riders d'Ottawa